# Undiscovered (Brooke Hogan)
Undiscovered è il primo album di studio della cantante statunitense Brooke Hogan. Aveva già registrato sedici tracce per il suo album di debutto This Voice nel 2004 che, dato lo scarso successo del singolo che lo ha anticipato, non è mai stato pubblicato.

## Descrizione
Ha fatto il suo debutto nella Billboard 200 al numero 28, vendendo 30.000 copie nella sua prima settimana. Nella sua seconda settimana, l'album vendette circa 13.000 copie, scendendo alla posizione numero 72. Le vendite per la terza e per la quarta settimana furono rispettivamente di circa 10.000 e 7.500 copie e le posizioni numero 116 e numero 179. L'album ha fino ad oggi venduto 127.000 copie.
Dall'album sono stati pubblicati tre singoli. "About Us" ha anticipato l'uscita dell'album, e ha ottenuto successo negli Stati Uniti. La canzone è stata accompagnata da un video musicale. Gli altri due singoli furono "Heaven Baby" e "For a Moment", ma non ottennero successo.

## Tracce
1. "About Us" (featuring Paul Wall) 3:23
2. "Heaven Baby" (featuring Beenie Man) 4:15
3. "Next Time" 3:19
4. "For a Moment" 3:48
5. "My Space" 3:24
6. "All About Me" 3:51
7. "My Number" (featuring Stack$) 3:40
8. "Beautiful Transformation" 4:12
9. "One Sided Love" 3:34
10. "Letting Go" 4:21
11. "Dance Alone" (featuring Nox) 3:34
12. "Love You Hate You" 3:29
13. "Incognito" 3:04
14. "Low Rider Jeans" 3:23
15. "Certified" (bonus track digitale) 2:36
16. "Crazy Love" (bonus track giapponese) 3:06

## Classifiche
| Classifica (2006)  | Posizione massima |
| ------------------ | ----------------- |
| U.S. Billboard 200 | 28                |